# Balarab ibn Himjar ibn Sultan
Balarab ibn Himjar ibn Sultan – sułtan Omanu. Panował nad częścią Omanu w latach 1743–1749.
Balarab ibn Himjar ibn Sultan reprezentował dynastię Ja’ariba. Jego konkurentem o władzę był Ahmad ibn Sa’id z nowej dynastii Al Busa’id, który rozszerzał swą władzę od 1741 i który wygnał w 1743 roku panoszących się przez dwa lata w Omanie Persów. W 1749 Ahmad ibn Sa’id uzyskał pełnię władzy.